# Якутино (Уренский район)
Якутино — деревня в составе Большепесочнинского сельсовета в Уренском районе Нижегородской области.

## География
Находится на расстоянии примерно 18 километров по прямой на восток-северо-восток от районного центра города Урень.

## История
Известна с 1723 года, основана была марийцами из деревни Кукары Яранского уезда Вятской губернии (постепенно обрусевшими), название дано за «восточный» разрез глаз жителей. Деревня до 1768 года относилась к главной дворцовой канцелярии, потом Придворной конторы, с 1779 владельцем стал князь С.И.Одоевский. Население было старообрядцами. В 1856 году было учтено 15 дворов и 121 житель, в 1916 году 52 двора и 260 жителей. В советское время работали колхозы «Красный герой» и «Елховский». В 1956 году 178 жителей, в 1978 году было 15 дворов и 121 житель, а в 1994 28 дворов и 52 жителя.

## Население
Постоянное население  составляло 33 человека (русские 100%) в 2002 году, 30 в 2010 .